# Zece negri mititei (film din 1965)
Zece negri mititei (titlul original: în engleză Ten Little Indians) este un film polițist englez, realizat în 1965 de regizorul George Pollock, după romanul omonim din 1939 al scriitoarei Agatha Christie, protagoniști fiind actorii Hugh O'Brian, Daliah Lavi, Stanley Holloway și Mario Adorf.
Aceasta este a doua adaptare cinematografică a romanului Zece negri mititei al scriitoarei Agatha Christie.

## Rezumat
Zece străini sunt invitați ca oaspeți de weekend într-un conac de munte îndepărtat. Gazda nu apare iar oaspeții încep să moară, unul câte unul, în stilul unic de macabru al Agathei Christie.

## Distribuție
- Hugh O'Brian – Hugh Lombard / Charles Morley
- Daliah Lavi – Ilona Bergen
- Stanley Holloway – detectiv William Blore
- Mario Adorf – Joseph Grohmann
- Shirley Eaton – Ann Clyde
- Marianne Hoppe – Elsa Grohmann
- Fabian – Mike Raven
- Leo Genn – Generale John Mandrake
- Wilfrid Hyde-White – Giudice Arthur Cannon
- Dennis Price – dr. Edward Armstrong
- Bill Mitchell – naratorul

## Lansare
Filmul Zece negri mititei a avut premiera în RFG pe data de 10 septembrie 1965.
În România premiera filmului a avut loc la data de 13 noiembrie 1967 la cinematografele „Festival” și „Feroviar” din capitală.

## Trivia
Acțiunea filmului se bazează pe cel mai bine vândut roman al lui Christie, cu 100 de milioane de vânzări până în prezent, ceea ce îl face cel mai bine vândut mister din lume și una dintre cele mai tipărite cărți din toate timpurile.

## Literatură
- Christie, Agatha, Zece negri mititei, tradus de E. Stamatescu, București, 1966, 272 pag.: Editura pentru Literatură Universală, Colecția Meridiane;